# Mimus thenca
Mimus thenca là một loài chim trong họ Mimidae.
Loài này chủ yếu sinh sống ở nửa phía bắc của Chile, mặc dù có những người nhìn thấy ở Argentina. 
Môi trường sống tự nhiên của chúng là vùng cây bụi khô nhiệt đới hoặc cận nhiệt đới và rừng trước đây bị suy thoái nặng. Một ví dụ về sinh cảnh là rừng cây bụi khô của Vườn quốc gia La Campana. 